# Liste von Flüssen und Kanälen in Brandenburg
Die Liste von Flüssen und Kanälen in Brandenburg ist eine unvollständige Auflistung von Fließgewässern, die vollständig oder teilweise durch Brandenburg verlaufen oder das Land an seinen Grenzen tangieren.

## Natürliche Flüsse

### Flusssystem Elbe
Die Elbe ist 1091 km lang und entspringt im Riesengebirge in Tschechien in einer Höhe von ca. 1386 m, durchfließt bzw. tangiert Tschechien, Sachsen, Sachsen-Anhalt, Brandenburg, Niedersachsen, Mecklenburg-Vorpommern, Hamburg, Schleswig-Holstein und mündet nach 727 km in Deutschland bei Cuxhaven in die Nordsee. In Brandenburg bildet sie auf 84,3 km Länge die Landesgrenze(Landesgrenze in Flussmitte), davon entfallen 13,3 km auf die Grenze zu Sachsen, 41,3 km auf die Grenze zu Sachsen-Anhalt und 29,7 km auf die Grenze zu Niedersachsen.

#### Elbenebenflüsse mit Mündung in Brandenburg
- Schwarze Elster
  - Kleine Elster
  - Pulsnitz
  - Ruhlander Schwarzwasser
- Havel
  - Woblitz
  - Döllnfließ
    - Trämmerfließ

  - Briese
  - Spree
    - Malxe
    - Blabbergraben
      - Schwenowseegraben

    - Löcknitz (Spree)
      - Stobberbach
      - Abfluss des Maxsees (Mühlenfließ)
      - Lichtenower Mühlenfließ

    - Erpe (Spree)
    - Dahme
      - Buschgraben bzw. Rietze
      - Notte

    - Panke
    - Wuhle

  - Nuthe
    - Hammerfließ
      - Schweinefließ

    - Nieplitz
      - Pfefferfließ

  - Wublitz
  - Emster
  - Plane
    - Temnitz
      - Bullenberger Bach

  - Buckau
    - Riembach
    - Krummer Bach
    - Geuenbach
      - Kirchenheider Bach

    - Strynzelbach
    - Strepenbach
      - Litzenbach

    - Buckauer Hauptgraben im Oberlauf als Kobser Bach
      - Siebbach

    - Holzbuckau
    - Verlorenwasser
      - Briesener Bach

  - Rhin
    - Kleiner Rhin

  - (Dosse – Mündung in Sachsen-Anhalt)
    - Alte Jäglitz

  - (Neue Jäglitz – Mündung in Sachsen-Anhalt)
    - Jäglitz
      - Westliche Jäglitz
- Stepenitz
  - Freudenbach
  - Dömnitz
    - Kümmernitz

  - Schlatbach
  - Perle
  - Jeetzbach
    - Rose

  - Karthane
    - Cederbach
- Löcknitz
  - Alte Elde

Der auf der Karower Platte entspringende Steinbach fließt der Havel über die künstlichen Wasserwege Karower Landgraben, Fiener Hauptvorfluter und Elbe-Havel-Kanal zu.

### Flusssystem Oder
Die Oder/Odra ist 850 km lang und entspringt in Tschechien, durchfließt bzw. tangiert Polen und bildet auf 179 km Länge die brandenburgisch-polnische Grenze.

#### Odernebenflüsse mit Mündung in Brandenburg
- Lausitzer Neiße; 254 km; entspringt in Tschechien, bildet die Grenze nach Polen
- Alte Oder
  - Stobber
- Alte Finow
  - Hellmühler Fließ
  - Schwärze
  - Ragöse
    - Nettelgraben
- Welse
  - Randow

### Flusssystem Ucker/Uecker
Die Ucker/Uecker ist 103 km lang (davon etwa die Hälfte brandenburgische Strecke), entspringt bei Alt-Temmen, durchquert Oberuckersee, Unteruckersee, trägt ab Nieden in Vorpommern den Namen Uecker, fließt vorbei an Pasewalk, Torgelow und Eggesin bis nach Ueckermünde in das Stettiner Haff (Oderhaff oder Kleines Haff).

### Kanäle und Gräben
1. Brandenburger Stadtkanal; Untere Havel-Wasserstraße; 4,1 km; Stadtgebiet von Brandenburg
2. Brieskower Kanal; Spree-Oder-Wasserstraße; 12,9 km; von Schlaubehammer zur Oder
3. Dahme-Umflutkanal; Spree, Dahme; 10 km; von Leibsch nach Märkisch Buchholz
4. Dollgowkanal; Rheinsberger Gewässer; 0,5 km; vom Dollgowsee zum Schlabornsee
5. Eisengraben; Entwässerungsgraben der Butter Laake, des Bohnenländer Sees und des Kranepfuhls in die Havel
6. Elbe-Havel-Kanal; Elbe, Havel; 55,2 km (davon 8 km brandenburgische Strecke); von Magdeburg nach Brandenburg an der Havel
7. Finowkanal; Havel-Oder-Wasserstraße; 32 km; von Zerpenschleuse nach Liepe
8. Havelkanal; Havel; 34,2 km; von Hennigsdorf nach Ketzin
9. Hohennauener Kanal; Hohennauener Wasserstraße; 1,6 km; vom Hohennauener See zur Havel
10. Hohensaaten-Friedrichsthaler Wasserstraße; Havel-Oder-Wasserstraße; 42,5 km; von Hohensaaten zur Westoder
11. Hüttenkanal; Rheinsberger Gewässer; 0,9 km; vom Tietzowsee zum Schlabornsee
12. Labüskekanal; Templiner Gewässer; 1,5 km; vom Labüskesee zum Fährsee
13. Langerhanskanal; Rüdersdorfer Gewässer; 1,3 km; von den Rüdersdorfer Gewässern zum Kriensee
14. Langer Trödel; Reststück vom Finowkanal; 10 km; von Liebenwalde nach Zerpenschleuse
15. Mäckerseekanal; Finowkanal; 1,2 km; vom Finowkanal zum Mäckersee
16. Malzer Kanal; von Friedrichsthal bis Liebenwalde; ab 1914 8 km Mittelstrecke im Oder-Havel-Kanal aufgegangen; Rest: 2 km von Friedrichsthal zum Oder-Havel-Kanal (Malzer Kanal bei Malz) und 3 km vom Oder-Havel-Kanal bis Liebenwalde (Malzer Kanal als Teil der Oberen Havel-Wasserstraße)
17. Neuhauser Speisekanal; Spree-Oder-Wasserstraße; 2,8 km; vom Wergensee zum Oder-Spree-Kanal
18. Oder-Havel-Kanal; Havel-Oder-Wasserstraße; 53,5 km; von Niederfinow nach Oranienburg
19. Oder-Spree-Kanal; Spree-Oder-Wasserstraße; 64,7 km; von Eisenhüttenstadt nach Kersdorf und von Große Tränke bis östlich Schmöckwitz
20. Oranienburger Kanal; Havel-Oder-Wasserstraße; 9 km; von Pinnow nach Sachsenhausen im Stadtgebiet von Oranienburg
21. Polzowkanal; Rheinsberger Seengebiet; 1,0 km; vom Gr. Stechlinsee zum Nehmitzsee
22. Prebelowkanal; Rheinsberger Gewässer; 0,1 km; vom Gr. Prebelowsee zum Tietzowsee
23. Repenter Kanal; Zechliner Gewässer; 2,0 km; vom Gr. Zechliner See zum Zootzensee
24. Rheinsberger Kanal; Rheinsberger Gewässer; 0,7 km; vom Gr. Rheinsberger See zum Grienericksee
25. Roter Graben; Entwässerungsgraben des Weißen Fenn Marzahne und des Weißen Sees in den Pritzerber See
26. Ruppiner Kanal; 15 km; von Oranienburg nach Kremmen
27. Russengraben; Entwässerungsgraben des Marzahner Fenns und anthropogener Seen in den Beetzsee
28. Sacrow-Paretzer Kanal; Untere Havel-Wasserstraße; 12,5 km; von Potsdam nach Ketzin
29. Schlabornkanal; Rheinsberger Gewässer; 1,5 km; vom Schlabornsee zum Gr. Rheinsberger See
30. Schlangengraben; Entwässerungsgraben der Butter Laake und anthropogener Seen in den Beetzsee
31. Silokanal; Untere Havel-Wasserstraße; 5,3 km; Stadtgebiet von Brandenburg
32. Speckgraben; 2,5 km; Havelinsel Töplitz
33. Storkower Kanal; Storkower Gewässer; 6 km; vom Storkower See zum Wolziger See
34. Teltowkanal; Dahme, Havel; 38,4 km (davon brandenburgische Strecke 6,5 km, Grenzstrecken 7,3 km); von Berlin nach Potsdam
35. Templiner Kanal; Templiner Gewässer; 4,0 km; vom Templiner Stadtsee zum Röddelinsee
36. Veltener Stichkanal; Havel-Oder-Wasserstraße; 3,2 km; von Hennigsdorf nach Velten
37. Verbindungskanal Hohensaaten Ost; Havel-Oder-Wasserstraße; 1,1 km; von den Oderberger Gewässern zur Oder
38. Verbindungskanal Schwedter Querfahrt; Havel-Oder-Wasserstraße; 3,2 km; von der Hohensaaten-Friedrichsthaler Wasserstraße zur Oder
39. Voßkanal; Obere Havel-Wasserstraße; 15 km; parallel zur Schnellen Havel; von Zehdenick nach Liebenwalde
40. Wentowkanal; Wentow-Gewässer; 2,0 km; vom Gr. Wentowsee zur Oberen Havel-Wasserstraße
41. Werbellinkanal; Werbelliner Gewässer; 7,5 km; vom Werbellinsee zum Oder-Havel-Kanal
42. Wolfsbrucher Kanal; Rheinsberger Gewässer; 2,8 km; von Kleinzerlang nach Prebelow
43. Woltersdorfer Altkanal; Elbe-Havel-Kanal; 3,4 km; von Woltersdorf zum Gr. Wendsee
44. Zootzenkanal; Zechliner Gewässer; 0,4 km; vom Zootzensee zum Tietzowsee